# Panamerikanische Spiele 2003/Badminton

Badminton wurde bei den Panamerikanischen Spielen 2003  in Santo Domingo in der Dominikanischen Republik gespielt. Die Wettkämpfe dauerten vom 8. bis 15. August.

## Medaillengewinner
| Disziplin    | Gold                           | Silber                    | Bronze                        |
| ------------ | ------------------------------ | ------------------------- | ----------------------------- |
| Herreneinzel | Mike Beres                     | Andrew Dabeka             | Kyle Hunter                   |
| Herreneinzel | Mike Beres                     | Andrew Dabeka             | Pedro Yang                    |
| Dameneinzel  | Nigella Saunders               | Anna Rice                 | Lorena Blanco                 |
| Dameneinzel  | Nigella Saunders               | Anna Rice                 | Sandra Jimeno                 |
| Herrendoppel | Howard Bach Kevin Han          | Pedro Yang Erick Anguiano | Mike Beres Kyle Hunter        |
| Herrendoppel | Howard Bach Kevin Han          | Pedro Yang Erick Anguiano | Bradley Graham Charles Pyne   |
| Damendoppel  | Charmaine Reid Helen Nichol    | Rena Wang Iris Wang       | Denyse Julien Anna Rice       |
| Damendoppel  | Charmaine Reid Helen Nichol    | Rena Wang Iris Wang       | Doriana Rivera Sandra Jimeno  |
| Mixed        | Philippe Bourret Denyse Julien | Mike Beres Jody Patrick   | Charles Pyne Nigella Saunders |
| Mixed        | Philippe Bourret Denyse Julien | Mike Beres Jody Patrick   | Raju Rai Mesinee Mangkalakiri |

## Medaillenspiegel
| Platz | Nation             |   |   |    | Total |
| ----- | ------------------ | - | - | -- | ----- |
| 1     | Kanada             | 3 | 4 | 2  | 9     |
| 2     | Jamaika            | 1 | 0 | 2  | 3     |
| 3     | Vereinigte Staaten | 1 | 0 | 1  | 2     |
| 4     | Guatemala          | 0 | 1 | 1  | 2     |
| 5     | Peru               | 0 | 0 | 4  | 4     |
| Total | Total              | 5 | 5 | 10 | 20    |